# Epichorius sorenseni
Epichorius sorenseni là một loài bọ cánh cứng trong họ Byrrhidae. Loài này được Brookes miêu tả khoa học năm 1951.